# Canada Masters
Canada Masters nebo Canadian Open (francouzsky Tournoi de tennis du Canada), oficiálně National Bank Open presented by Rogers (francouzsky Omnium Banque Nationale), je profesionální tenisový turnaj mužů a žen, každoročně pořádaný v Montréalu a Torontu jako součást severoamerické letní sezóny na betonech US Open Series. 
Mužská část byla založena v roce 1881 jako jeden z nejstarších profesionálních tenisových turnajů na světě a první taková událost mimo Velkou Británii. Ženská polovina měla premiéru v roce 1892. V sezóně 2021 došlo k výměně pozic dvou hlavních partnerů turnaje. Bankovní dům National Bank of Canada se stal titulárním partnerem a kanadská mediální společnost Rogers Communications hlavním zprostředkovatelem marketingových záležitostí.
Soutěž mužů na okruhu ATP Tour představuje jednu z devíti událostí kategorie ATP Tour Masters 1000. Ženská část se v rámci okruhu WTA Tour zařadila do kategorie WTA 1000. Dějištěm se staly areály montréalského Stade IGA a torontského Sobeys Stadium, v nichž se hraje na otevřených dvorcích s tvrdým povrchem. Mužská a ženská část probíhají souběžně v srpnovém termínu, od roku 1981 s každoroční rotací pořádajících měst mezi muži a ženami. Před sezónou 2011 byly obě poloviny turnaje pořádány odděleně na přelomu července a srpna.
Nejvyšší počet šesti singlových titulů z devíti odehraných finále získal Čechoslovák Ivan Lendl, z toho pětkrát triumfoval v Montréalu. Mezi ženami vybojovala rekordní počet deseti trofejí Kanaďanka Lois Moyesová Bickleová, aktivní v první čtvrtině dvacátého století. Do soutěží dvouher nastupuje devadesát šest singlistů a čtyřher se účastní třicet dva párů.  

## Historie
První ročník mužského tenisového turnaje proběhl ve druhé polovině července 1881 v Toronto Lawn Tennis Clubu, což z něj učinilo nejstarší turnaj na americkém kontinentu. V tomto ohledu o měsíc předstihl úvodní ročník zářijového majoru U.S. National Championships 1881. Ženská část zaznamenala debut v roce 1892.
Před otevřenou érou datovanou od sezóny 1968 nesl turnaj název Canadian National Championships. Mezi lety 1972–1975 a 1978–1989 se konal na okruhu Grand Prix v rámci kategorie Grand Prix Super Series. Od roku 1990 se zařadil do založeného okruhu ATP Tour, a to série Masters hrané v průběhu let pod různými názvy. Ženská část byla v roce 1988 včleněna do kategorie Tier II na okruhu WTA Tour a po dvou letech postoupila do kvalitativně vyšší úrovně Tier I. Po rekonstrukci kategorií v roce 2009 se zařadila do nově konstituované WTA Premier 5.

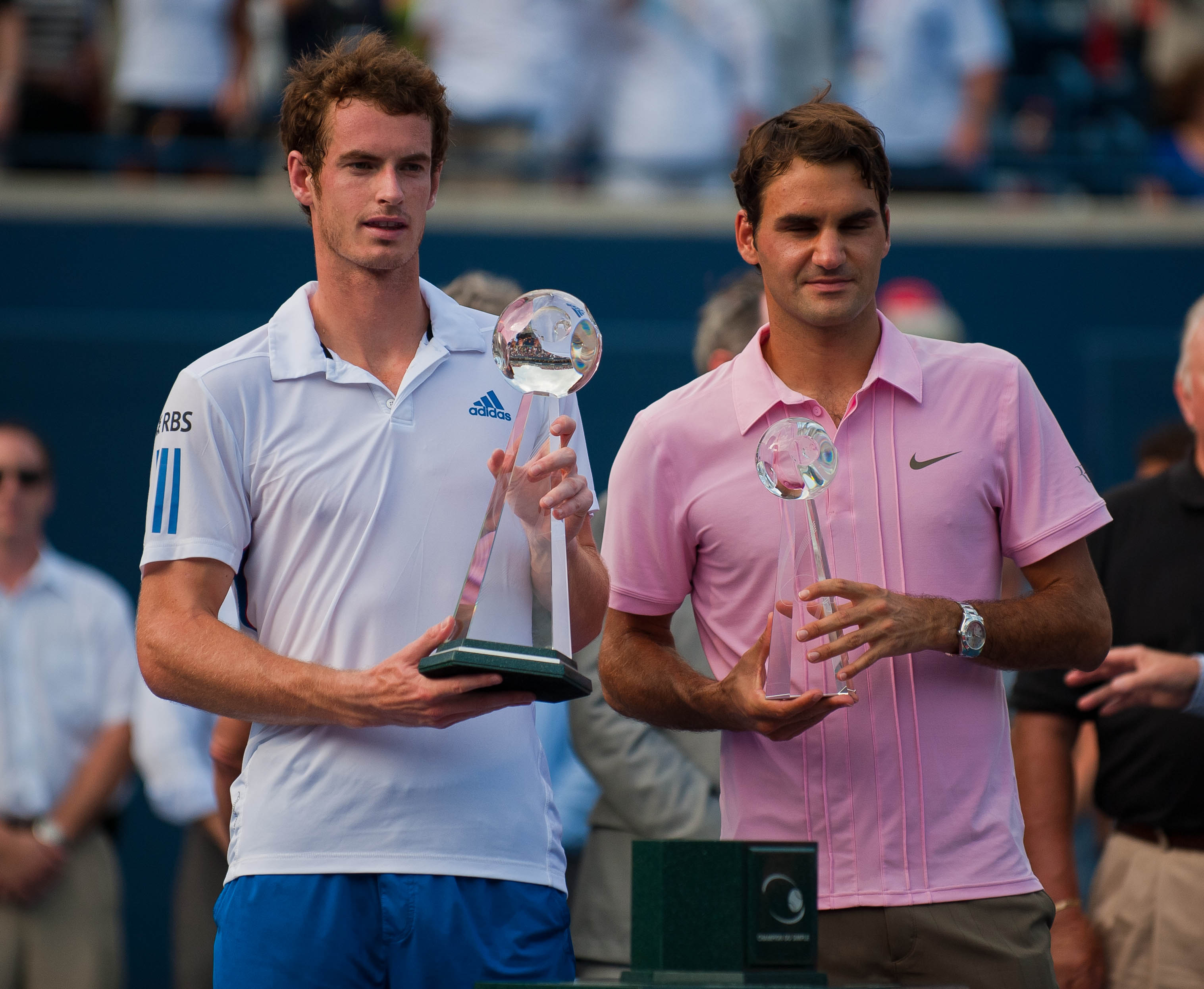
Vítězný Andy Murray a poražený Roger Federer po finále Rogers Cupu 2010

Hlavními partnery se staly firmy tabákového průmyslu, za což byli organizátoři kritizováni. V 70. letech se jednalo o Rothmans International, jíž v 80. letech nahradila společnost Player's Limited. Sponzoring probíhal i přesto, že  Kanada v roce 1988 zakázala federálním zákonem tradiční formy sponzorství ze strany tabákových firem. V roce 1993 vstoupila do turnaje tabáková společnost Matinée Ltd., orientující se na ženský artikl. O rok později uhradila startovné 60 tisíc dolarů Steffi Grafové. V období 1996–2000 událost zaštiťoval producent cigaret du Maurier. Kanadský tenisový svaz podepsal 14. srpna 2000 smlouvu s novým generálním partnerem od sezóny 2001, jímž se pro ženskou část stala mediální skupina Rogers Communications (resp. její část AT&T Rogers), která v sezóně 2005 převzala i mužskou polovinu.
Do sezóny 1978 se turnaj hrál na antukových dvorcích, než došlo k přechodu na tvrdý povrch. Do roku 1980 probíhaly mužská a ženská část společně v torontském Národním tenisovém centru. V následující sezóně se muži poprvé přestěhovali do areálu Jarry Park Stadium v Montréalu. V rámci rotace odehrály turnaj v montréalském klubu roku 1982 premiérově ženy.
V sezóně 2004 vstoupil Canada Masters do vytvořené letní série na severoamerických betonech  US Open Series, vrcholící grandslamovým US Open. Srpnové datum konání s navazujícím newyorským majorem vedlo do roku 2008 k opakovanému odhlašovaní předních tenistek včetně Venus a Sereny Williamsových či Marie Šarapovové, které před grandslamem upřednostňovaly odpočinek. Tento přístup omezila nová pravidla z roku 2009, jež členkám první světové desítky v konečném žebříčku předchozí sezóny nařizovala účast alespoň na čtyřech turnajích Premier 5 pod hrozbou trestu a ztráty bodů. Rogers Cupu 2009 se tak zúčastnilo již devatenáct členek z první dvacítky světové klasifikace.
V sezóně 2011 došlo ke sloučení mužské a ženské poloviny do téhož hracího týdne, s paralelně hranými koly v jednotlivých dnech. 
V souladu s trendem rozšiřování mužských Mastersů a ženských turnajů WTA 1000 od sezóny 2023, navýšily v roce 2025 Canadian Open i navazující Cincinnati Open počet singlistů z 56 na 96, znamenající sedmikolový grandslamový formát. Ve čtyřhrách vzrostl počet na 32 dvojic. S tím se prodloužila délka trvání turnaje na dvanáct dnů.

## Vývoj názvu turnaje

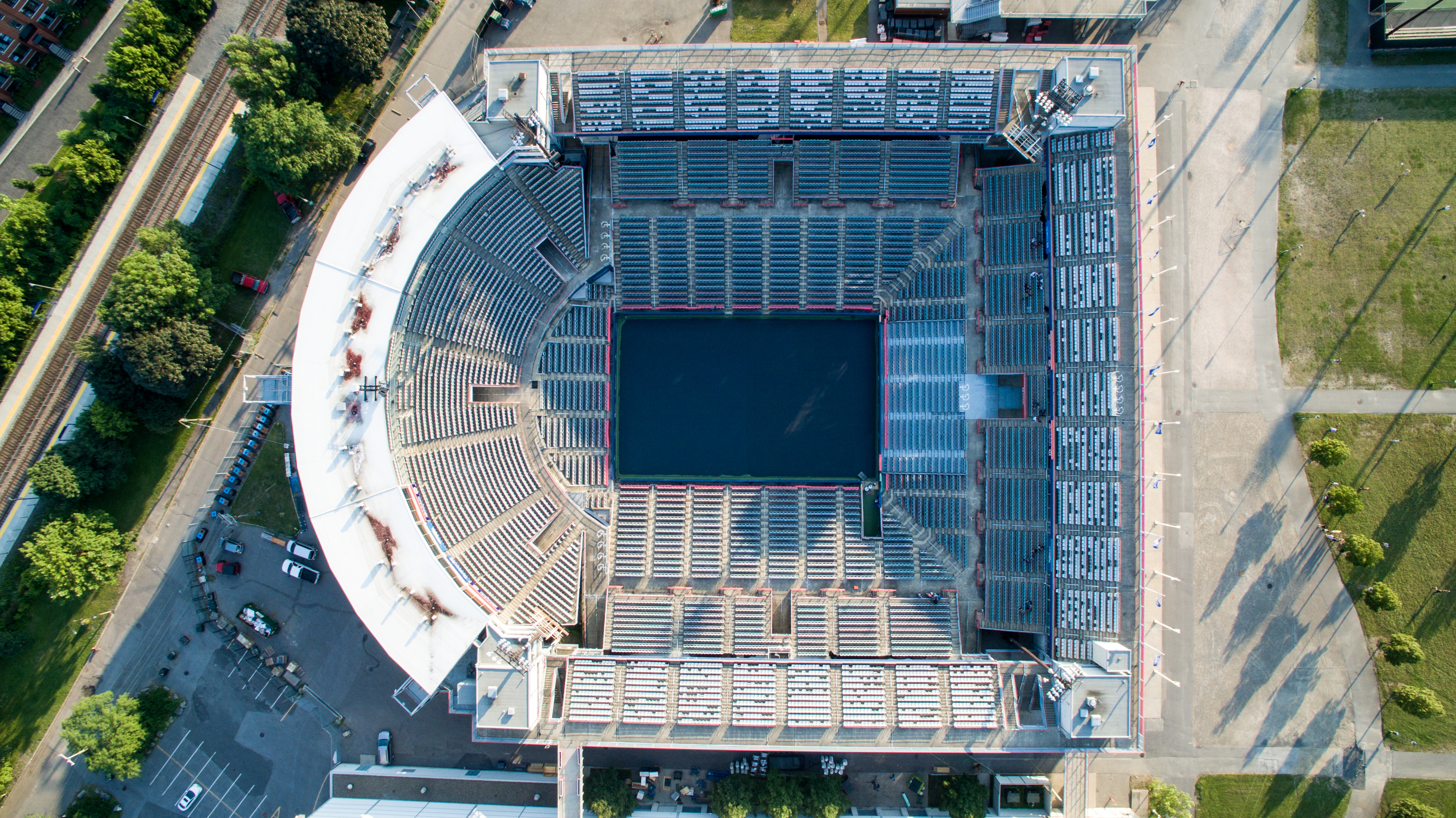
Letecký pohled na Uniprix Stadium v Montréalu

| Období    | muži                                   | ženy                                   |
| --------- | -------------------------------------- | -------------------------------------- |
| 1881–1967 | Canadian Championships                 | Canadian Championships                 |
| 1970–1978 | Rothmans Canadian Open                 | Canadian Open                          |
| 1979–1989 | Player's International                 | Canadian Open                          |
| 1990–1993 | Canadian Open                          | Canadian Open                          |
| 1994      | Canadian Open                          | Matinée Ltd Canadian Open              |
| 1995–2000 | du Maurier Open                        | du Maurier Open                        |
| 2001–2004 | Canada Masters                         | Rogers AT&T Cup                        |
| 2005–2019 | Rogers Cup                             | Rogers Cup                             |
| od 2021   | National Bank Open presented by Rogers | National Bank Open presented by Rogers |

## Přehled finále

### Mužská dvouhra
| Rok  | vítěz                             | finalista                         | výsledek                          |
| ---- | --------------------------------- | --------------------------------- | --------------------------------- |
| 1881 | Isidore F. Hellmuth               | W.H. Young                        | 6–2, 6–2                          |
| 1882 | Harry D. Gamble                   | Isidore F. Hellmuth               | 6–2, 6–3, 6–2                     |
| 1883 | Charles H. Farnum                 | Charles Smith Hyman               | 6–3, 6–3, 0–6, 6–0                |
| 1884 | Charles Smith Hyman               | Alexander C. Galt                 | 8–6, 6–8, 4–6, 6–4, 6–2           |
| 1885 | Joseph S. Clark                   | Isidore F. Hellmuth               | 6–3, 3–6, 6–1, 6–2                |
| 1886 | Charles Smith Hyman (2)           | Isidore F. Hellmuth               | 6–4, 6–4, 1–6, 4–6, 6–4           |
| 1887 | Charles Smith Hyman (3)           | Lawrence H. Baldwin               | 6–0, 6–3, 6–3                     |
| 1888 | Charles Smith Hyman (4)           | R.O.S. Wood                       | 7–5, 8–6, 6–4                     |
| 1889 | Charles Smith Hyman (5)           | Andrew E. Plummer                 | 6–4, 7–5, 6–4                     |
| 1890 | Edward E. Tanner                  | Oliver R. Macklem                 | 6–4, 6–3, 6–2                     |
| 1891 | Fred S. Mansfield                 | Edward E. Tanner                  | 6–1, 6–1, 6–1                     |
| 1892 | Fred Hovey                        | Henry G. Bixby                    | 6–2, 6–0, 1–6, 6–1                |
| 1893 | Harry E. Avery                    | Henry Gordon Mackenzie            | 4–6, 4–6, 6–3, 6–1, 6–3           |
| 1894 | Robert W. Pardo Matthews          | Harry E. Avery                    | 3–6, 6–0, 2–6, 6–4, 6–2           |
| 1895 | William Larned                    | Arthur E. Foote                   | 6–1, 6–4, 6–2                     |
| 1896 | Robert Wrenn                      | Edwin P. Fischer                  | 6–1, 6–3, 7–5                     |
| 1897 | Leo Ware                          | Edwin P. Fischer                  | 8–6, 6–1, 6–3                     |
| 1898 | Leo Ware (2)                      | Malcolm D. Whitman                | 6–8, 6–2, 6–4, 6–2                |
| 1899 | Malcolm D. Whitman                | Leo Ware                          | 6–2, 6–3, 6–4                     |
| 1900 | Malcolm D. Whitman (2)            | William Larned                    | 7–5, 3–6, 6–3, 1–6, 7–5           |
| 1901 | William Larned (2)                | Beals Wright                      | 6–4, 6–4, 6–2                     |
| 1902 | Beals Wright                      | Irving Wright                     | 6–3, 6–3, 3–6, 6–1                |
| 1903 | Beals Wright (2)                  | Edgar Leonard                     | 8–6, 6–3, 6–4                     |
| 1904 | Beals Wright (3)                  | Louis Harry Waidner               | 6–1, 6–2, 6–3                     |
| 1905 | nekonáno                          | nekonáno                          | nekonáno                          |
| 1906 | Irving Wright                     | Edwin P. Fischer                  | 6–1, 6–3, 6–1                     |
| 1907 | James F. Foulkes                  | Ralph Burns                       | 6–3, 6–8, 6–3, 6–4                |
| 1908 | Thomas Y. Sherwell                | James F. Foulkes                  | 6–4, 6–1, 6–2                     |
| 1909 | James F. Foulkes (2)              |                                   |                                   |
| 1910 | James F. Foulkes (3)              | Robert Baird                      | 2–6, 6–1, 6–2, 4–6, 6–2           |
| 1911 | Bernhard P. Schwengers            | Robert Baird                      | 13–11, 6–2, 6–4                   |
| 1912 | Bernhard P. Schwengers (2)        | Joseph C. Tyler                   | 6–2, 3–6, 6–3, 7-5                |
| 1913 | Robert Baird                      | Ralph Burns                       | 6–2, 6–0, 4–6, 6–1                |
| 1914 | Thomas Y. Sherwell (2)            | Robert Baird                      | 4–6, 6–2, 6–3, 6–3                |
| 1915 | nehráno pro první světovou válku  | nehráno pro první světovou válku  | nehráno pro první světovou válku  |
| 1916 | nehráno pro první světovou válku  | nehráno pro první světovou válku  | nehráno pro první světovou válku  |
| 1917 | nehráno pro první světovou válku  | nehráno pro první světovou válku  | nehráno pro první světovou válku  |
| 1918 | nehráno pro první světovou válku  | nehráno pro první světovou válku  | nehráno pro první světovou válku  |
| 1919 | Seiičiró Kašio                    | Walter K. Wesbrook                | 3–6, 6–3, 6–1, 11–9               |
| 1920 | Paul Bennett                      | William Leroy Rennie              | 6–3, 7–5, 6–4                     |
| 1921 | Wallace J. Bates                  | Edmund Levy                       | 4–6, 6–4, 6–2, 6–3                |
| 1922 | Frank Anderson                    | Robert Baird                      | 6–3, 6–4, 6–3                     |
| 1923 | William Leroy Rennie              | W.H. Richards                     | 6–2, 6–3, 6–3                     |
| 1924 | George Lott                       | Cyril Andrewes                    | 6–3, 7–5, 6–1                     |
| 1925 | Willard F. Crocker                | Wallace Scott                     | 4–6, 9–7, 18–16, 6–2              |
| 1926 | Leon De Turenne                   | Wallace Scott                     | 6–4, 6–3, 6–0                     |
| 1927 | Jack Wright                       | Leon De Turenne                   | 7–5, 8–6, 6–3                     |
| 1928 | Wilmer Allison                    | John Van Ryn                      | 6–2, 6–4, 6–3                     |
| 1929 | Jack Wright (2)                   | Frank Shields                     | 6–4, 6–4, 1–6, 7–5                |
| 1930 | George Lyttleton-Rogers           | Gilbert Nunns                     | 6–4, 8–6, 6–8, 9–7                |
| 1931 | Jack Wright (3)                   | Gilbert Nunns                     | 6–3, 6–4, 6–2                     |
| 1932 | Frank Parker                      | George Lott                       | 2–6, 6–1, 7–5, 6–2                |
| 1933 | John Murio                        | Walter Martin                     | 6–3, 4–6, 4–6, 6–2, 6–2           |
| 1934 | Marcel Rainville                  | Harold Surface                    | 6–4, 7–5, 6–0                     |
| 1935 | Eugene Smith                      | Richard Bennett                   | 8–6, 6–2, 7–5                     |
| 1936 | Jack Tidball                      | John Murio                        | 8–6, 6–2, 6–2                     |
| 1937 | Walter Senior                     | Robert Murray                     | 2–6, 6–2, 6–3, 3–6, 6–2           |
| 1938 | Frank Parker (2)                  | Wilmer Allison                    | 6–2, 6–2, 9–7                     |
| 1939 | P. Morley Lewis                   | Robert Madden                     | 6–2, 6–2, 6–3                     |
| 1940 | Donald McDiarmid                  | Lewis Duff                        | 6–1, 7–5, 6–2                     |
| 1941 | nehráno pro druhou světovou válku | nehráno pro druhou světovou válku | nehráno pro druhou světovou válku |
| 1942 | nehráno pro druhou světovou válku | nehráno pro druhou světovou válku | nehráno pro druhou světovou válku |
| 1943 | nehráno pro druhou světovou válku | nehráno pro druhou světovou válku | nehráno pro druhou světovou válku |
| 1944 | nehráno pro druhou světovou válku | nehráno pro druhou světovou válku | nehráno pro druhou světovou válku |
| 1945 | nehráno pro druhou světovou válku | nehráno pro druhou světovou válku | nehráno pro druhou světovou válku |
| 1946 | P. Morley Lewis (2)               | Donald McDiarmid                  | 2–6, 8–6, 6–4, 6–4                |
| 1947 | James Evert                       | Emery Neale                       | 2–6, 6–3, 5–7, 6–1, 6–2           |
| 1948 | William Tully                     | Henri Rochon                      | 6–4, 7–5, 6–0                     |
| 1949 | Henri Rochon                      | Lorne Main                        | 6–3, 6–4, 4–6, 6–2                |
| 1950 | Brendan Macken                    | Henri Rochon                      | 6–0, 6–0, 6–3                     |
| 1951 | Tony Vincent                      | Seymour Greenberg                 | 7–9, 7–5, 7–5, 6–2                |
| 1952 | Richard Savitt                    | Kurt Nielsen                      | 6–1, 6–0, 6–1                     |
| 1953 | Mervyn Rose                       | Rex Hartwig                       | 6–3, 6–4, 6–2                     |
| 1954 | Bernard Bartzen                   | Kosei Kamo                        | 6–4, 6–0, 6–3                     |
| 1955 | Robert Bédard                     | Henri Rochon                      | 8–6, 6–2, 6–1                     |
| 1956 | Noel Brown                        | Donald Fontana                    | 6–0, 2–6, 6–3, 6–3                |
| 1957 | Robert Bédard (2)                 | Ramanathan Krishnan               | 6–1, 1–6, 6–2, 6–4                |
| 1958 | Robert Bédard (3)                 | Whitney Reed                      | 6–0, 6–3, 6–3                     |
| 1959 | Reynaldo Garrido                  | Orlando H. Garrido                | 6–4, 1–6, 6–4, 6–1                |
| 1960 | Ladislav Legenstein               | Warren Woodcock                   | 6–2, 6–2, 7–5                     |
| 1961 | Whitney Reed                      | Mike Sangster                     | 3–6, 6–0, 6–4, 6–2                |
| 1962 | Juan Manuel Couder                | Sean Frost                        | 6–3, 6–4, 6–3                     |
| 1963 | Whitney Reed (2)                  | Kyle Carpenter                    | 6–2, 6–4, 6–4                     |
| 1964 | Roy Emerson                       | Fred Stolle                       | 2–6, 4–6, 6–4, 6–3, 6–4           |
| 1965 | Ronald Holmberg                   | Lester Sack                       | 4–6, 4–6, 6–4, 6–2, 6–2           |
| 1966 | Allen Fox                         | Allan Stone                       | 6–4, 6–4, 6–3                     |
| 1967 | Manuel Santana                    | Roy Emerson                       | 6–1, 10–8, 6–4                    |
| 1968 | Ramanathan Krišnan                | Torben Ulrich                     | 6–3, 6–0, 7–5                     |
| 1969 | Cliff Richey                      | Earl Butch Buchholz               | 6–4, 5–7, 6–4, 6–0                |
| 1970 | Rod Laver                         | Roger Taylor                      | 6–0, 4–6, 6–3                     |
| 1971 | John Newcombe                     | Tom Okker                         | 7–6, 3–6, 6–2, 7–6                |
| 1972 | Ilie Năstase                      | Andrew Pattison                   | 6–4, 6–3                          |
| 1973 | Tom Okker                         | Manuel Orantes                    | 6–3, 6–2, 6–1                     |
| 1974 | Guillermo Vilas                   | Manuel Orantes                    | 6–4, 6–2, 6–3                     |
| 1975 | Manuel Orantes                    | Ilie Năstase                      | 7–6(7–4), 6–0, 6–1                |
| 1976 | Guillermo Vilas (2)               | Wojciech Fibak                    | 6–4, 7–6, 6–2                     |
| 1977 | Jeff Borowiak                     | Jaime Fillol                      | 6–0, 6–1                          |
| 1978 | Eddie Dibbs                       | José Luis Clerc                   | 5–7, 6–4, 6–1                     |
| 1979 | Björn Borg                        | John McEnroe                      | 6–3, 6–3                          |
| 1980 | Ivan Lendl                        | Björn Borg                        | 4–6, 5–4skreč                     |
| 1981 | Ivan Lendl (2)                    | Eliot Teltscher                   | 6–3, 6–2                          |
| 1982 | Vitas Gerulaitis                  | Ivan Lendl                        | 4–6, 6–1, 6–3                     |
| 1983 | Ivan Lendl (3)                    | Anders Järryd                     | 6–2, 6–2                          |
| 1984 | John McEnroe                      | Vitas Gerulaitis                  | 6–0, 6–3                          |
| 1985 | John McEnroe (2)                  | Ivan Lendl                        | 7–5, 6–3                          |
| 1986 | Boris Becker                      | Stefan Edberg                     | 6–4, 3–6, 6–3                     |
| 1987 | Ivan Lendl (4)                    | Stefan Edberg                     | 6–4, 7–6                          |
| 1988 | Ivan Lendl (5)                    | Kevin Curren                      | 7–6, 6–2                          |
| 1989 | Ivan Lendl (6)                    | John McEnroe                      | 6–1, 6–3                          |
| 1990 | Michael Chang                     | Jay Berger                        | 4–6, 6–3, 7–6(7–2)                |
| 1991 | Andrej Česnokov                   | Petr Korda                        | 3–6, 6–4, 6–3                     |
| 1992 | Andre Agassi                      | Ivan Lendl                        | 3–6, 6–2, 6–0                     |
| 1993 | Mikael Pernfors                   | Todd Martin                       | 2–6, 6–2, 7–5                     |
| 1994 | Andre Agassi (2)                  | Jason Stoltenberg                 | 6–4, 6–4                          |
| 1995 | Andre Agassi (3)                  | Pete Sampras                      | 3–6, 6–2, 6–3                     |
| 1996 | Wayne Ferreira                    | Todd Woodbridge                   | 6–2, 6–4                          |
| 1997 | Chris Woodruff                    | Gustavo Kuerten                   | 7–5, 4–6, 6–3                     |
| 1998 | Patrick Rafter                    | Richard Krajicek                  | 7–6(7–3), 6–4                     |
| 1999 | Thomas Johansson                  | Jevgenij Kafelnikov               | 1–6, 6–3, 6–3                     |
| 2000 | Marat Safin                       | Harel Levy                        | 6–2, 6–3                          |
| 2001 | Andrei Pavel                      | Patrick Rafter                    | 7–6(7–3), 2–6, 6–3                |
| 2002 | Guillermo Cañas                   | Andy Roddick                      | 6–4, 7–5                          |
| 2003 | Andy Roddick                      | David Nalbandian                  | 6–1, 6–3                          |
| 2004 | Roger Federer                     | Andy Roddick                      | 7–5, 6–3                          |
| 2005 | Rafael Nadal                      | Andre Agassi                      | 6–3, 4–6, 6–2                     |
| 2006 | Roger Federer (2)                 | Richard Gasquet                   | 2–6, 6–3, 6–2                     |
| 2007 | Novak Djoković                    | Roger Federer                     | 7–6(7–2), 2–6, 7–6(7–2)           |
| 2008 | Rafael Nadal (2)                  | Nicolas Kiefer                    | 6–3, 6–2                          |
| 2009 | Andy Murray                       | Juan Martín del Potro             | 6–7(4–7), 7–6(7–3), 6–1           |
| 2010 | Andy Murray (2)                   | Roger Federer                     | 7–5, 7–5                          |
| 2011 | Novak Djoković (2)                | Mardy Fish                        | 6–2, 3–6, 6–4                     |
| 2012 | Novak Djoković (3)                | Richard Gasquet                   | 6–3, 6–2                          |
| 2013 | Rafael Nadal (3)                  | Milos Raonic                      | 6–2, 6–2                          |
| 2014 | Jo-Wilfried Tsonga                | Roger Federer                     | 7–5, 7–6(7–3)                     |
| 2015 | Andy Murray (3)                   | Novak Djoković                    | 6–4, 4–6, 6–3                     |
| 2016 | Novak Djoković (4)                | Kei Nišikori                      | 6–3, 7–5                          |
| 2017 | Alexander Zverev                  | Roger Federer                     | 6–3, 6–4                          |
| 2018 | Rafael Nadal (4)                  | Stefanos Tsitsipas                | 6–2, 7–6(7–4)                     |
| 2019 | Rafael Nadal (5)                  | Daniil Medveděv                   | 6–3, 6–0                          |
| 2020 | nehráno pro pandemii covidu-19    | nehráno pro pandemii covidu-19    | nehráno pro pandemii covidu-19    |
| 2021 | Daniil Medveděv                   | Reilly Opelka                     | 6–4, 6–3                          |
| 2022 | Pablo Carreño Busta               | Hubert Hurkacz                    | 3–6, 6–3, 6–3                     |
| 2023 | Jannik Sinner                     | Alex de Minaur                    | 6–4, 6–1                          |
| 2024 | Alexei Popyrin                    | Andrej Rubljov                    | 6–2, 6–4                          |
| 2025 | Ben Shelton                       | Karen Chačanov                    | 6–7(5–7), 6–4, 7–6(7–3)           |

### Ženská dvouhra
| Rok  | vítězka                           | finalistka                        | výsledek                          |
| ---- | --------------------------------- | --------------------------------- | --------------------------------- |
| 1892 | Maude Delano-Osborneová           | Sydney Smithová                   | 9–7, 7–9, 6–2, 8–6                |
| 1893 | Maude Delano-Osborneová (2)       | Sydney Smithová                   | 6–8, 6–2, 6–2                     |
| 1894 | Maude Delano-Osborneová (3)       |                                   | 3–6, 6–2, 6–1                     |
| 1895 | Sydney Smithová                   | Maude Delano-Osborneová           | 3–6, 6–1, 6–3                     |
| 1896 | Juliette Atkinsonová              | Sydney Smithová                   | 6–1, 6–2                          |
| 1897 | Juliette Atkinsonová (2)          |                                   | 6–3, 6–1                          |
| 1898 | Juliette Atkinsonová (3)          | Eustace Smithová                  | 6–4, 6–1                          |
| 1899 | Violet Summerhayesová             |                                   | 6–2, 9–11, 6–3                    |
| 1900 | Violet Summerhayesová (2)         | Burgessová                        | 6–8, 6–4, 6–0, 6–4                |
| 1901 | Violet Summerhayesová (3)         | Burgessová                        | 6–3, 2–6, 6–0, 0–6, 9–7           |
| 1902 | Hagueová                          | Violet Summerhayesová             | 6–0, 6–1                          |
| 1903 | Violet Summerhayesová (4)         | Burgessová                        | 1–6, 6–4, 6–2                     |
| 1904 | Violet Summerhayesová (5)         |                                   |                                   |
| 1905 | nekonáno                          | nekonáno                          | nekonáno                          |
| 1906 | Lois Moyes Bickleová              | Violet Summerhayesová             | 6–3, 6–3                          |
| 1907 | Lois Moyes Bickleová (2)          | Hagueová                          | 3–6, 6–4, 6–3                     |
| 1908 | Lois Moyes Bickleová (3)          | Evelyn Clayová                    | 6–2, 6–1                          |
| 1909 | May Suttonová                     | Edith Boucher Hannamová           | 6–3, 6–3                          |
| 1910 | Lois Moyes Bickleová (4)          | Rhea Fairbairnová                 | 6–4, 6–0                          |
| 1911 | Florence Suttonová                |                                   |                                   |
| 1912 | Birchová                          | Beckettová                        | 3–6, 6–3, 7–5                     |
| 1913 | Lois Moyes Bickleová (5)          | Florence Bestová                  | 6–4, 6–4                          |
| 1914 | Lois Moyes Bickleová (6)          | Florence Bestová                  | 6–4, 6–1                          |
| 1915 | nehráno pro první světovou válku  | nehráno pro první světovou válku  | nehráno pro první světovou válku  |
| 1916 | nehráno pro první světovou válku  | nehráno pro první světovou válku  | nehráno pro první světovou válku  |
| 1917 | nehráno pro první světovou válku  | nehráno pro první světovou válku  | nehráno pro první světovou válku  |
| 1918 | nehráno pro první světovou válku  | nehráno pro první světovou válku  | nehráno pro první světovou válku  |
| 1919 | Marion Zindersteinová             | Lois Moyes Bickleová              | 8–6, 6–4                          |
| 1920 | Lois Moyes Bickleová (7)          | Florence Bestová                  |                                   |
| 1921 | Lois Moyes Bickleová (8)          | Margaret Groveová                 | 6–3, 6–3                          |
| 1922 | Lois Moyes Bickleová (9)          | Gladys Hutchingsová               | 6–4, 6–1                          |
| 1923 | Florence Bestová                  | M. Brooksová                      | 6–3, 6–3                          |
| 1924 | Lois Moyes Bickleová (10)         | Marjorie Leemingová               | 4–6, 6–3, 6–4                     |
| 1925 | Marjorie Leemingová               | Mrs H. F. Wrightová               | 7–5, 6–4                          |
| 1926 | Marjorie Leemingová (2)           | Marjorie Gladmanová               | 6–2, 6–0                          |
| 1927 | Caroline Swartzová                | Edith Crossová                    | 6–3, 4–6, 7–5                     |
| 1928 | Marjorie Gladmanová               | Mary Greefová                     | 5–7, 6–1, 6–1                     |
| 1929 | Olive Wadeová                     | Ruth Rieseová                     | 6–0, 1–6, 6–1                     |
| 1930 | Olive Wadeová (2)                 | Marjorie Leemingová               | 6–4, 2–6, 6–4                     |
| 1931 | Edith Crossová                    | Marjorie Leemingová               | 6–2, 6–2                          |
| 1932 | Olive Wadeová (3)                 | Marjorie Leemingová               | 4–6, 6–4, 6–1                     |
| 1933 | Gracyn Wheelerová                 | Mary Campbellová                  | 4–6, 6–1, 6–3                     |
| 1934 | Caroline Deaconová                | Eleanor Youngová                  | 7–5, 6–3                          |
| 1935 | Margaret Osborne duPontová        | Gussie Raegenerová                | 6–4, 6–2                          |
| 1936 | Esther Bartoshová                 | Jean Milneová                     | 6–1, 3–6, 6–1                     |
| 1937 | Evelyn Dearmanová                 | Mary Hardwicková                  | bez boje                          |
| 1938 | Rene Bolteová                     | Ruth Porterová                    | 6–4, 6–4                          |
| 1939 | Elizabeth Blackmanová             | Rene Bolteová                     | 7–5, 7–5                          |
| 1940 | Eleanor Youngová                  | Jean Milneová                     | 7–5, 7–5                          |
| 1941 | nehráno pro druhou světovou válku | nehráno pro druhou světovou válku | nehráno pro druhou světovou válku |
| 1942 | nehráno pro druhou světovou válku | nehráno pro druhou světovou válku | nehráno pro druhou světovou válku |
| 1943 | nehráno pro druhou světovou válku | nehráno pro druhou světovou válku | nehráno pro druhou světovou válku |
| 1944 | nehráno pro druhou světovou válku | nehráno pro druhou světovou válku | nehráno pro druhou světovou válku |
| 1945 | nehráno pro druhou světovou válku | nehráno pro druhou světovou válku | nehráno pro druhou světovou válku |
| 1946 | Baba Lewisová                     | Noreen Haneyová                   | 6–1, 6–3                          |
| 1947 | Gracyn Wheeler Kelleherová (2)    | Eleanor Youngová                  | 6–0, 3–6, 6–0                     |
| 1948 | Patricia Mackenová                | Elaine Fildesová                  | 2–6, 8–6, 6–2                     |
| 1949 | Baba Lewisová (2)                 | Patricia Mackenová                | 6–0, 6–1                          |
| 1950 | Doris Poppleová                   | Barbara Knappová                  | 8–6, 6–8, 7–5                     |
| 1951 | Lucille Davidsonová               | Pat Loweová                       | 8–6, 6–1                          |
| 1952 | Melita Ramirezová                 | Lucille Davidsonová               | 6–4, 6–3                          |
| 1953 | Melita Ramirezová (2)             | Thelma Coyne Longová              | 6–1, 6–3                          |
| 1954 | Karol Fagerosová                  | Ethel Nortonová                   | 3–6, 7–5, 6–4                     |
| 1955 | Hanna Koželuhová Sladeková        | Connie Bowanová                   | 8–6, 6–0                          |
| 1956 | Jean Lairdová                     | Linda Vailová                     | 4–6, 7–5, 8–6                     |
| 1957 | Louise Brownová                   | Singeline Boecková                | 6–4, 6–3                          |
| 1958 | Eleanor Dodgeová                  | Barbara Browningová               | 6–3, 6–4                          |
| 1959 | Mary Martinová                    | Marta Hernándezová                | 6–1, 6–2                          |
| 1960 | Donna Floydová                    | Ann Barclayová                    | 7–5, 6–2                          |
| 1961 | Ann Haydonová-Jonesová            | Ann Barclayová                    | 6–4, 6–0                          |
| 1962 | Ann Barclayová                    | Louise Brownová                   | 6–3, 6–4                          |
| 1963 | Ann Barclayová (2)                | Louise Brownová                   | 6–0, 6–1                          |
| 1964 | Benita Sennová                    | Louise Brownová                   | 6–4, 6–4                          |
| 1965 | Julie Heldmanová                  | Faye Urbanová                     | 6–3, 8–6                          |
| 1966 | Rita Bentleyová                   | Susan Buttová                     | 6–3, 6–3                          |
| 1967 | Kathleen Harterová                | Rita Bentleyová                   | 6–1, 5–7, 7–5                     |
| 1968 | Jane Bartkowiczová                | Faye Urbanová                     | 6–3, 6–3                          |
| 1969 | Faye Urbanová                     | Vicki Bernerová                   | 6–2, 6–0                          |
| 1970 | Margaret Smith Courtová           | Rosie Casalsová                   | 6–8, 6–4, 6–4                     |
| 1971 | Françoise Dürrová                 | Evonne Goolagong Cawleyová        | 6–4, 6–2                          |
| 1972 | Evonne Goolagong Cawleyová        | Virginia Wadeová                  | 6–3, 6–1                          |
| 1973 | Evonne Goolagong Cawleyová (2)    | Helga Masthoffová                 | 7–6, 6–4                          |
| 1974 | Chris Evertová                    | Julie Heldmanová                  | 6–0, 6–3                          |
| 1975 | Marcie Louieová                   | Laura DuPontová                   | 6–1, 4–6, 6–4                     |
| 1976 | Mima Jaušovecová                  | Lesley Huntová                    | 6–2, 6–0                          |
| 1977 | Regina Maršíková                  | Marise Krugerová                  | 6–4, 4–6, 6–2                     |
| 1978 | Regina Maršíková (2)              | Virginia Ruziciová                | 7–5, 6–7(9–11), 6–2               |
| 1979 | Laura DuPontová                   | Brigitte Cuypersová               | 6–4, 6–7, 6–1                     |
| 1980 | Chris Evertová (2)                | Virginia Ruziciová                | 6–3, 6–1                          |
| 1981 | Tracy Austinová                   | Chris Evertová                    | 6–1, 6–4                          |
| 1982 | Martina Navrátilová               | Andrea Jaegerová                  | 6–3, 7–5                          |
| 1983 | Martina Navrátilová (2)           | Chris Evertová                    | 6–4, 4–6, 6–1                     |
| 1984 | Chris Evertová (3)                | Alycia Moultonová                 | 6–2, 7–6(7–3)                     |
| 1985 | Chris Evertová (4)                | Claudia Kohde-Kilschová           | 6–2, 6–4                          |
| 1986 | Helena Suková                     | Pam Shriverová                    | 6–2, 7–5                          |
| 1987 | Pam Shriverová                    | Zina Garrisonová                  | 6–4, 6–1                          |
| 1988 | Gabriela Sabatini                 | Nataša Zverevová                  | 6–1, 6–2                          |
| 1989 | Martina Navrátilová (3)           | Arantxa Sánchez Vicariová         | 6–2, 6–2                          |
| 1990 | Steffi Grafová                    | Katerina Malejevová               | 6–1, 6–7(6–8), 6–3                |
| 1991 | Jennifer Capriatiová              | Katerina Malejevová               | 6–2, 6–3                          |
| 1992 | Arantxa Sánchez Vicariová         | Monika Selešová                   | 6–3, 4–6, 6–4                     |
| 1993 | Steffi Grafová (2)                | Jennifer Capriatiová              | 6–1, 0–6, 6–3                     |
| 1994 | Arantxa Sánchez Vicariová (2)     | Steffi Grafová                    | 7–5, 1–6, 7–6(7–4)                |
| 1995 | Monika Selešová                   | Amanda Coetzerová                 | 6–0, 6–1                          |
| 1996 | Monika Selešová (2)               | Arantxa Sánchez Vicariová         | 6–1, 7–6(7–2)                     |
| 1997 | Monika Selešová (3)               | Anke Huberová                     | 6–2, 6–4                          |
| 1998 | Monika Selešová (4)               | Arantxa Sánchez Vicariová         | 6–3, 6–2                          |
| 1999 | Martina Hingisová                 | Monika Selešová                   | 6–4, 6–4                          |
| 2000 | Martina Hingisová (2)             | Serena Williamsová                | 0–6, 6–3, 3–0skreč                |
| 2001 | Serena Williamsová                | Jennifer Capriatiová              | 6–1, 6–7(7–9), 6–3                |
| 2002 | Amélie Mauresmová                 | Jennifer Capriatiová              | 6–4, 6–1                          |
| 2003 | Justine Heninová                  | Lina Krasnorucká                  | 6–1, 6–0                          |
| 2004 | Amélie Mauresmová (2)             | Jelena Lichovcevová               | 6–1, 6–0                          |
| 2005 | Kim Clijstersová                  | Justine Heninová                  | 7–5, 6–1                          |
| 2006 | Ana Ivanovićová                   | Martina Hingisová                 | 6–2, 6–3                          |
| 2007 | Justine Heninová (2)              | Jelena Jankovićová                | 7–6(7–3), 7–5                     |
| 2008 | Dinara Safinová                   | Dominika Cibulková                | 6–2, 6–1                          |
| 2009 | Jelena Dementěvová                | Maria Šarapovová                  | 6–4, 6–3                          |
| 2010 | Caroline Wozniacká                | Věra Zvonarevová                  | 6–3, 6–2                          |
| 2011 | Serena Williamsová (2)            | Samantha Stosurová                | 6–4, 6–2                          |
| 2012 | Petra Kvitová                     | Li Na                             | 7–5, 2–6, 6–3                     |
| 2013 | Serena Williamsová (3)            | Sorana Cîrsteaová                 | 6–2, 6–0                          |
| 2014 | Agnieszka Radwańská               | Venus Williamsová                 | 6–4, 6–2                          |
| 2015 | Belinda Bencicová                 | Simona Halepová                   | 7–6(7–5), 6–7(4–7), 3–0skreč      |
| 2016 | Simona Halepová                   | Madison Keysová                   | 7–6(7–2), 6–3                     |
| 2017 | Elina Svitolinová                 | Caroline Wozniacká                | 6–4, 6–0                          |
| 2018 | Simona Halepová (2)               | Sloane Stephensová                | 7–6(8–6), 3–6, 6–4                |
| 2019 | Bianca Andreescuová               | Serena Williamsová                | 3–1skreč                          |
| 2020 | nehráno pro pandemii covidu-19    | nehráno pro pandemii covidu-19    | nehráno pro pandemii covidu-19    |
| 2021 | Camila Giorgiová                  | Karolína Plíšková                 | 6–3, 7–5                          |
| 2022 | Simona Halepová (3)               | Beatriz Haddad Maiová             | 6–3, 2–6, 6–3                     |
| 2023 | Jessica Pegulaová                 | Ljudmila Samsonovová              | 6–1, 6–0                          |
| 2024 | Jessica Pegulaová (2)             | Amanda Anisimovová                | 6–3, 2–6, 6–1                     |
| 2025 | Victoria Mboková                  | Naomi Ósakaová                    | 2–6, 6–4, 6–1                     |

### Mužská čtyřhra
| Rok  | vítězové                                   | finalisté                             | výsledek                          |
| ---- | ------------------------------------------ | ------------------------------------- | --------------------------------- |
| 1924 | Samuel Hardy George Lott                   | Willard Crocker David R. Morrice      | 6–?, 6–2, 6–4                     |
| 1925 | Willard Crocker Jack Wright                | Wallace Scott Leon Turenne            | 6–2, 6–2, 0–6, 6–2                |
| 1926 | Leon de Turenne John Proctor               | Howard Langlie Armand Quilman         | 6–1, 6–3, 6–1                     |
| 1927 | Bradshaw Harrison Sherman Lockwood         | Stanley Almquist John Risso           | 4–6, 6–1, 6–4, 6–2                |
| 1928 | Wilmer Allison John Van Ryn                | Willard Crocker Marcel Rainville      | 6–1, 6–3, 6–1                     |
| 1929 | Willard Crocker (2) Jack Wright (2)        | Frank Shields Donald Strachan         | 6–3, 6–4, 6–0                     |
| 1930 | J. Gilbert Hall Fritz Mercur               | Walter Martin Gilbert Nunns           | 11–9, 6–2, 6–4                    |
| 1931 | Marcel Rainville Jack Wright (3)           | Henry Prusoff Laurason Driscoll       | 7–5, 9–7, 7–5                     |
| 1932 | George Lott (2) Marcel Rainville (2)       | Walter Martin Gilbert Nunns           | 7–5, 6–4, 4–6, 6–1                |
| 1933 | Martin Kenneally John Murio                | Mel Draga Wayne Sabin                 | 6–8, 6–4, 8–10, 4–6, 6–3          |
| 1934 | Phil Castlen Harold Surface                | Donald Leahong Harry Dayes            | 9–11, 6–4, 6–4, 6–2               |
| 1935 | Worth Oswald Charles Weesner               | Ray Casey John Law                    | 10–9, 6–2, 10–12, 7–9, 9–7        |
| 1936 | Charles Church Jack Tidball                | Verne Hughes Bob Hippenstiel          | 4–6, 4–6, 6–1, 14–12, 6–4         |
| 1937 | David M. Jones Walter Martin               | Bobby Murray Laird Watt               | 8–6, 9–7, 1–6, 6–2                |
| 1938 | Wilmer Allison (2) Frank Parker            | Bobby Murray Laird Watt               | 6–0, 6–4, 6–8, 6–3                |
| 1939 | Frank Froehling P. Morey Lewis             | Bill Pedlar Philip Pearson            | 6–4, 2–6, 6–4, 6–2                |
| 1940 | Philip Pearson Ross Wilson                 | Don McDiarmid Lewis Duff              | 11–9, 6–3, 6–3                    |
| 1941 | nehráno pro druhou světovou válku          | nehráno pro druhou světovou válku     | nehráno pro druhou světovou válku |
| 1942 | nehráno pro druhou světovou válku          | nehráno pro druhou světovou válku     | nehráno pro druhou světovou válku |
| 1943 | nehráno pro druhou světovou válku          | nehráno pro druhou světovou válku     | nehráno pro druhou světovou válku |
| 1944 | nehráno pro druhou světovou válku          | nehráno pro druhou světovou válku     | nehráno pro druhou světovou válku |
| 1945 | nehráno pro druhou světovou válku          | nehráno pro druhou světovou válku     | nehráno pro druhou světovou válku |
| 1946 | Brendan Macken Jim Macken                  | Edgar Murphy P. Morley Lewis          | 3–6, 6–1, 6–4, 7–5                |
| 1947 | James Evert Jerry Evert                    | Harry Roche James Livingstone         | 6–2, 6–3, 9–7                     |
| 1948 | Edgar Lanthier Gordon McNeil               | Tony Vincent Severre Lie              | 6–2, 4–6, 3–6, 6–4, 6–4           |
| 1949 | Edgar Lanthier (2) Gordon McNeil (2)       | Walter Stohlberg Maine Stohlberg      | 6-1, 1-6, 6-3, 6-2                |
| 1950 | Robert Abdesselam Jean Ducos               | George Robinson Henry Rochon          | 6–3, 6–3, 6–3                     |
| 1951 | Brendan Macken (2) Lorne Main              | Tony Vincent Seymour Greenberg        | 6–0, 6–4, 6–1                     |
| 1952 | Kurt Nielsen Dick Savitt                   | Art Larsen Noel Brown                 | 6–3, 6–2, 6–3                     |
| 1953 | Rex Hartwig Mervyn Rose                    | George Worthington Tony Vincent       | 7–5, 3–6, 6–3, 6–2                |
| 1954 | Luis Ayala Lorne Main (2)                  | Bernard Bartzen Andy Paton            | 6–4, 6–4, 6–1                     |
| 1955 | Robert Bédard Donald Fontana               | Monterealer Larry Barclay Paul Willey | 6–4, 8–6, 6–4                     |
| 1956 | Earl Baumgardner Noel Brown                | Robert Bédard Donald Fontana          | 3–6, 6–3, 7–5, 6–4                |
| 1957 | Robert Bédard (2) Donald Fontana (2)       | Armando Vieira Carlos Fernandez       | 14–10, 6–3, 12–10                 |
| 1958 | Bob Howe Whitney Reed                      | Robert Bédard Donald Fontana          | 9–7, 7–5, 6–4                     |
| 1959 | Robert Bédard (3) Donald Fontana (3)       | Orlando Garrido Eduardo Zuleta        | 6–3, 1–6, 6–3, 2–6, 6–1           |
| 1960 | Ladislav Legenstein Peter Scholl           | Warren Woodcock Whitney Reed          | 6–4, 6–3, 6–4                     |
| 1961 | Whitney Reed (2) Mike Sangster             | Robert Bédard Donald Fontana          | 7–5, 13–11, 4–6, 6–4              |
| 1962 | William Hoogs Jim McManus                  | Rod Mandelstam Don Russell            | 6–1, 3–6, 10–8, 6–2               |
| 1963 | Marcelo Lara Joaquin Loyo Mayo             | Keith Carpenter Tom Brown             | 4–6, 7–5, 3–6, 7–5, 10–8          |
| 1964 | Roy Emerson Fred Stolle                    | Tony Roche John Newcombe              | 3–6, 6–2, 6–2, 6–1                |
| 1965 | Ron Holmberg Lester Sack                   | Robert Bédard Donald Fontana          | 6–2, 3–6, 1–6, 6–3                |
| 1966 | Keith Carpenter Michael Carpenter          | Robert Potthast Allan Stone           | 11–9, 4–6, 6–4, 16–14             |
| 1967 | Roy Emerson (2) Manuel Santana             | Torben Ulrich Jaidip Mukerjea         | 4–6, 6–2, 6–3                     |
| 1968 | Harry Fauquier John Sharpe                 | Marcelo Lara Jasjit Singh             | 6–1, 6–3, 4–6, 6–3                |
| 1969 | Ron Holmberg (2) John Newcombe             | Earl Butch Buchholz Raymond Moore     | 6–3, 6–4                          |
| 1970 | Bill Bowrey Marty Riessen                  | Cliff Drysdale Fred Stolle            | 6–3, 6–2                          |
| 1971 | Tom Okker Marty Riessen (2)                | Arthur Ashe Dennis Ralston            | 6–3, 6–3, 6–1                     |
| 1972 | Ilie Năstase Ion Țiriac                    | Jan Kodeš Jan Kukal                   | 7–6, 6–3                          |
| 1973 | Rod Laver Ken Rosewall                     | Owen Davidson John Newcombe           | 7–5, 7–6                          |
| 1974 | Manuel Orantes Guillermo Vilas             | Jürgen Fassbender Hans-Jürgen Pohmann | 6–1, 2–6, 6–2                     |
| 1975 | Cliff Drysdale Raymond Moore               | Jan Kodeš Ilie Năstase                | 6–4, 5–7, 7–6                     |
| 1976 | Bob Hewitt Raúl Ramírez                    | Juan Gisbert Manuel Orantes           | 6–2, 6–1                          |
| 1977 | Bob Hewitt (2) Raúl Ramírez (2)            | Fred McNair Sherwood Stewart          | 6–4, 3–6, 6–2                     |
| 1978 | Wojciech Fibak Tom Okker (2)               | Colin Dowdeswell Heinz Günthardt      | 6–3, 7–6                          |
| 1979 | Peter Fleming John McEnroe                 | Heinz Günthardt Bob Hewitt            | 6–7, 7–6, 6–1                     |
| 1980 | Bruce Manson Brian Teacher                 | Heinz Günthardt Sandy Mayer           | 6–3, 3–6, 6–4                     |
| 1981 | Raúl Ramírez (3) Ferdi Taygan              | Peter Fleming John McEnroe            | 2–6, 7–6, 6–4                     |
| 1982 | Steve Denton Mark Edmondson                | Peter Fleming John McEnroe            | 6–7, 7–5, 6–2                     |
| 1983 | Sandy Mayer Ferdi Taygan (2)               | Tim Gullikson Tom Gullikson           | 6–3, 6–4                          |
| 1984 | Peter Fleming (2) John McEnroe (2)         | John Fitzgerald Kim Warwick           | 6–4, 6–2                          |
| 1985 | Ken Flach Robert Seguso                    | Stefan Edberg Anders Järryd           | 5–7, 7–6, 6–3                     |
| 1986 | Chip Hooper Mike Leach                     | Boris Becker Slobodan Živojinović     | 6–7, 6–3, 6–3                     |
| 1987 | Pat Cash Stefan Edberg                     | Peter Doohan Laurie Warder            | 6–7, 6–3, 6–4                     |
| 1988 | Ken Flach (2) Robert Seguso (2)            | Andrew Castle Tim Wilkison            | 7–6(7–3), 6–3                     |
| 1989 | Kelly Evernden Todd Witsken                | Charles Beckman Shelby Cannon         | 6–3, 6–3                          |
| 1990 | Paul Annacone David Wheaton                | Broderick Dyke Peter Lundgren         | 6–1, 7–6                          |
| 1991 | Patrick Galbraith Todd Witsken (2)         | Grant Connell Glenn Michibata         | 6–4, 3–6, 6–1                     |
| 1992 | Patrick Galbraith (2) Danie Visser         | Andre Agassi John McEnroe             | 6–4, 6–4                          |
| 1993 | Jim Courier Mark Knowles                   | Glenn Michibata David Pate            | 6–4, 7–6                          |
| 1994 | Byron Black Jonathan Stark                 | Patrick McEnroe Jared Palmer          | 6–4, 6–4                          |
| 1995 | Jevgenij Kafelnikov Andrej Olchovskij      | Brian MacPhie Sandon Stolle           | 6–2, 6–2                          |
| 1996 | Patrick Galbraith (3) Paul Haarhuis        | Mark Knowles Daniel Nestor            | 7–6, 6–3                          |
| 1997 | Maheš Bhúpatí Leander Paes                 | Sébastien Lareau Alex O'Brien         | 7–6, 6–3                          |
| 1998 | Martin Damm Jim Grabb                      | Ellis Ferreira Rick Leach             | 6–7, 6–2, 7–6                     |
| 1999 | Jonas Björkman Patrick Rafter              | Byron Black Wayne Ferreira            | 7–6(7–5), 6–4                     |
| 2000 | Sébastien Lareau Daniel Nestor             | Joshua Eagle Andrew Florent           | 6–3, 7–6(7–3)                     |
| 2001 | Jiří Novák David Rikl                      | Donald Johnson Jared Palmer           | 6–4, 3–6, 6–3                     |
| 2002 | Bob Bryan Mike Bryan                       | Mark Knowles Daniel Nestor            | 4–6, 7–6(7–1), 6–3                |
| 2003 | Maheš Bhúpatí (2) Max Mirnyj               | Jonas Björkman Todd Woodbridge        | 6–3, 7–6(7–4)                     |
| 2004 | Maheš Bhúpatí (3) Leander Paes (2)         | Jonas Björkman Max Mirnyj             | 6–4, 6–2                          |
| 2005 | Wayne Black Kevin Ullyett                  | Jonatan Erlich Andy Ram               | 6–7(5–7), 6–3, 6–0                |
| 2006 | Bob Bryan (2) Mike Bryan (2)               | Paul Hanley Kevin Ullyett             | 6–3, 7–5                          |
| 2007 | Maheš Bhúpatí (4) Pavel Vízner             | Paul Hanley Kevin Ullyett             | 6–4, 6–4                          |
| 2008 | Daniel Nestor (2) Nenad Zimonjić           | Bob Bryan Mike Bryan                  | 6–2, 4–6, [10–6]                  |
| 2009 | Maheš Bhúpatí (5) Mark Knowles (2)         | Max Mirnyj Andy Ram                   | 6–4, 6–3                          |
| 2010 | Bob Bryan (3) Mike Bryan (3)               | Julien Benneteau Michaël Llodra       | 7–5, 6–3                          |
| 2011 | Michaël Llodra Nenad Zimonjić (2)          | Bob Bryan Mike Bryan                  | 6–4, 6–7(5–7), [10–5]             |
| 2012 | Bob Bryan (4) Mike Bryan (4)               | Marcel Granollers Marc López          | 6–1, 4–6, [12–10]                 |
| 2013 | Alexander Peya Bruno Soares                | Colin Fleming Andy Murray             | 6–4, 7–6(7–4)                     |
| 2014 | Alexander Peya (2) Bruno Soares (2)        | Ivan Dodig Marcelo Melo               | 6–4, 6–3                          |
| 2015 | Bob Bryan (5) Mike Bryan (5)               | Daniel Nestor Édouard Roger-Vasselin  | 7–6(7–5), 3–6, [10–6]             |
| 2016 | Ivan Dodig Marcelo Melo                    | Jamie Murray Bruno Soares             | 6–4, 6–4                          |
| 2017 | Pierre-Hugues Herbert Nicolas Mahut        | Rohan Bopanna Ivan Dodig              | 6–4, 3–6, [10–6]                  |
| 2018 | Henri Kontinen John Peers                  | Raven Klaasen Michael Venus           | 6–2, 6–7(7–9), [10–6]             |
| 2019 | Marcel Granollers Horacio Zeballos         | Robin Haase Wesley Koolhof            | 7–5, 7–5                          |
| 2020 | nehráno pro pandemii covidu-19             | nehráno pro pandemii covidu-19        | nehráno pro pandemii covidu-19    |
| 2021 | Rajeev Ram Joe Salisbury                   | Nikola Mektić Mate Pavić              | 6–3, 4–6, [10–3]                  |
| 2022 | Wesley Koolhof Neal Skupski                | Daniel Evans John Peers               | 6–2, 4–6, [10–6]                  |
| 2023 | Marcelo Arévalo Jean-Julien Rojer          | Rajeev Ram Joe Salisbury              | 6–3, 6–1                          |
| 2024 | Marcel Granollers (2) Horacio Zeballos (2) | Rajeev Ram Joe Salisbury              | 6–2, 7–6(7–4)                     |
| 2025 | Julian Cash Lloyd Glasspool                | Joe Salisbury Neal Skupski            | 6–3, 6–7(5–7), [13–11]            |

### Ženská čtyřhra
| Rok  | vítězky                                                  | finalistky                                     | výsledek                       |
| ---- | -------------------------------------------------------- | ---------------------------------------------- | ------------------------------ |
| 1968 | Vicki Bernerová Faye Urbanová                            | Jane O'Harová Vivienne Strongová               | 6–2, 6–3                       |
| 1969 | Brenda Nunnsová Faye Urbanová (2)                        | Jane O'Harová Vivienne Strongová               | 6–1, 6–1                       |
| 1970 | Rosie Casalsová Margaret Courtová                        | Helen Gourlayová Patricia Walkdenová           | 6–0, 6–1                       |
| 1971 | Rosie Casalsová (2) Françoise Dürrová                    | Evonne Goolagongová Lesley Turner Bowreyová    | 6–3, 6–3                       |
| 1972 | Margaret Courtová (2) Evonne Goolagongová                | Brenda Kirková Patricia Walkdenová             | 3–6, 6–3, 7–5                  |
| 1973 | Evonne Goolagongová (2) Peggy Michelová                  | Helga Masthoffová Martina Navrátilová          | 6–3, 6–2                       |
| 1974 | Julie Heldmanová Gail Sherriff Chanfreauová              | Chris Evertová Jeanne Evertová                 | 6–3, 6–4                       |
| 1975 | Julie Anthonyová Margaret Courtová (3)                   | JoAnne Russellová Jane Strattonová             | 6–2, 6–4                       |
| 1976 | Janet Newberryová Cynthia Doernerová                     | Sue Barkerová Pam Teeguardenová                | 6–7, 6–3, 6–1                  |
| 1977 | Delina Boshoffová Ilana Klossová                         | Rosie Casalsová Evonne Goolagong Cawleyová     | 6–2, 6–3                       |
| 1978 | Regina Maršíková Pam Teeguardenová                       | Chris O'Neilová Paula Smithová                 | 5–7, 6–4, 6–2                  |
| 1979 | Lea Antonoplisová Diane Eversová                         | Chris O'Neilová Mimmi Wikstedtová              | 2–6, 6–1, 6–3                  |
| 1980 | Andrea Jaegerová Regina Maršíková (2)                    | Ann Kiyomurová Betsy Nagelsenová               | 6–1, 6–3                       |
| 1981 | Martina Navrátilová Pam Shriverová                       | Candy Reynoldsová Anne Smithová                | 7–6, 7–6                       |
| 1982 | Martina Navrátilová (2) Candy Reynoldsová                | Barbara Potterová Sharon Walshová              | 6–4, 6–4                       |
| 1983 | Anne Hobbsová Andrea Jaegerová (2)                       | Rosalyn Fairbanková Candy Reynoldsová          | 6–4, 5–7, 7–5                  |
| 1984 | Kathy Jordanová Elizabeth Sayersová                      | Claudia Kohde-Kilschová Hana Mandlíková        | 6–1, 6–2                       |
| 1985 | Gigi Fernándezová Martina Navrátilová (3)                | Marcella Meskerová Pascale Paradisová          | 6–4, 6–0                       |
| 1986 | Zina Garrisonová Gabriela Sabatini                       | Pam Shriverová Helena Suková                   | 7–6(7–2), 5–7, 6–4             |
| 1987 | Zina Garrisonová (2) Lori McNeilová                      | Claudia Kohde-Kilschová Helena Suková          | 6–1, 6–2                       |
| 1988 | Jana Novotná Helena Suková                               | Zina Garrisonová Pam Shriverová                | 7–6(7–2), 7–6(8–6)             |
| 1989 | Gigi Fernándezová (2) Robin Whiteová                     | Martina Navrátilová Larisa Neilandová          | 6–1, 7–5                       |
| 1990 | Betsy Nagelsenová Gabriela Sabatini (2)                  | Helen Kelesiová Raffaella Reggiová             | 3–6, 6–2, 6–2                  |
| 1991 | Larisa Neilandová Nataša Zverevová                       | Claudia Kohde-Kilschová Helena Suková          | 1–6, 7–5, 6–2                  |
| 1992 | Lori McNeilová (2) Rennae Stubbsová                      | Gigi Fernándezová Nataša Zverevová             | 3–6, 7–5, 7–5                  |
| 1993 | Larisa Neilandová (2) Jana Novotná (2)                   | Arantxa Sánchez Vicariová Helena Suková        | 6–1, 6–2                       |
| 1994 | Meredith McGrathová Arantxa Sánchez Vicariová            | Pam Shriverová Elizabeth Sayers Smylieová      | 2–6, 6–2, 6–4                  |
| 1995 | Gabriela Sabatini (3) Brenda Schultz-McCarthyová         | Martina Hingisová Iva Majoliová                | 4–6, 6–0, 6–3                  |
| 1996 | Arantxa Sánchez Vicariová (2) Larisa Neilandová (3)      | Mary Joe Fernandezová Helena Suková            | 7–6(7–1), 6–1                  |
| 1997 | Yayuk Basukiová Caroline Visová                          | Nicole Arendtová Manon Bollegrafová            | 3–6, 7–5, 6–4                  |
| 1998 | Martina Hingisová Jana Novotná (3)                       | Yayuk Basukiová Caroline Visová                | 6–3, 6–4                       |
| 1999 | Jana Novotná (4) Mary Pierceová                          | Larisa Neilandová Arantxa Sánchez Vicariová    | 6–3, 2–6, 6–3                  |
| 2000 | Martina Hingisová (2) Nathalie Tauziatová                | Julie Halard-Decugisová Ai Sugijamová          | 6–3, 3–6, 6–4                  |
| 2001 | Kimberly Po-Messerliová Nicole Prattová                  | Tina Križanová Katarina Srebotniková           | 6–3, 6–1                       |
| 2002 | Virginia Ruano Pascualová Paola Suárezová                | Rika Fudžiwarová Ai Sugijamová                 | 6–4, 7–6(7–4)                  |
| 2003 | Světlana Kuzněcovová Martina Navrátilová (4)             | María Vento-Kabchiová Angelique Widžažová      | 3–6, 6–1, 6–1                  |
| 2004 | Šinobu Asagoeová Ai Sugijamová                           | Liezel Horn Huberová Tamarine Tanasugarnová    | 6–0, 6–3                       |
| 2005 | Anna-Lena Grönefeldová Martina Navrátilová (5)           | Conchita Martínezová Virginia Ruano Pascualová | 5–7, 6–3, 6–4                  |
| 2006 | Martina Navrátilová (6) Naděžda Petrovová                | Cara Blacková Anna-Lena Grönefeldová           | 6–1, 6–2                       |
| 2007 | Katarina Srebotniková Ai Sugijamová (2)                  | Cara Blacková Liezel Horn Huberová             | 6–4, 2–6, [10–5]               |
| 2008 | Cara Blacková Liezel Horn Huberová                       | Maria Kirilenková Flavia Pennettaová           | 6–1, 6–1                       |
| 2009 | Nuria Llagostera Vivesová María José Martínez Sánchezová | Samantha Stosurová Rennae Stubbsová            | 2–6, 7–5, [11–9]               |
| 2010 | Gisela Dulková Flavia Pennettaová                        | Květa Peschkeová Katarina Srebotniková         | 7–5, 3–6, [12–10]              |
| 2011 | Liezel Huberová (2) Lisa Raymondová                      | Viktoria Azarenková Maria Kirilenková          | bez boje                       |
| 2012 | Klaudia Jans-Ignaciková Kristina Mladenovicová           | Naděžda Petrovová Katarina Srebotniková        | 7–5, 2–6, [10–7]               |
| 2013 | Jelena Jankovićová Katarina Srebotniková (2)             | Anna-Lena Grönefeldová Květa Peschkeová        | 5–7, 6–2, [10–6]               |
| 2014 | Sara Erraniová Roberta Vinciová                          | Cara Blacková Sania Mirzaová                   | 7–6(7–4), 6–3                  |
| 2015 | Bethanie Mattek-Sandsová Lucie Šafářová                  | Caroline Garciaová Katarina Srebotniková       | 6–1, 6–2                       |
| 2016 | Jekatěrina Makarovová Jelena Vesninová                   | Simona Halepová Monica Niculescuová            | 6–3, 7–6(7–5)                  |
| 2017 | Jekatěrina Makarovová (2) Jelena Vesninová (2)           | Anna-Lena Grönefeldová Květa Peschkeová        | 6–0, 6–4                       |
| 2018 | Ashleigh Bartyová Demi Schuursová                        | Latisha Chan Jekatěrina Makarovová             | 4–6, 6–3, [10–8]               |
| 2019 | Barbora Krejčíková Kateřina Siniaková                    | Anna-Lena Grönefeldová Demi Schuursová         | 7–5, 6–0                       |
| 2020 | nehráno pro pandemii covidu-19                           | nehráno pro pandemii covidu-19                 | nehráno pro pandemii covidu-19 |
| 2021 | Gabriela Dabrowská Luisa Stefaniová                      | Darija Juraková Andreja Klepačová              | 6–3, 6–4                       |
| 2022 | Coco Gauffová Jessica Pegulaová                          | Nicole Melicharová-Martinezová Ellen Perezová  | 6–4, 6–7(5–7), [10–5]          |
| 2023 | Šúko Aojamová Ena Šibaharaová                            | Desirae Krawczyková Demi Schuursová            | 6–4, 4–6, [13–11]              |
| 2024 | Desirae Krawczyková Caroline Dolehideová                 | Gabriela Dabrowská Erin Routliffeová           | 7–6(7–2), 3–6, [10–7]          |
| 2025 | Coco Gauffová (2) McCartney Kesslerová                   | Taylor Townsendová Čang Šuaj                   | 6–4, 1–6, [13–11]              |

## Rekordy (otevřená éra)
| Mužská dvouhra                                          | Mužská dvouhra   | Mužská dvouhra                                       |
| Rekord                                                  | Rekord           | držitelé rekordu                                     |
| ------------------------------------------------------- | ---------------- | ---------------------------------------------------- |
| Nejvíce titulů                                          | 6                | Ivan Lendl                                           |
| Nejvíce finále                                          | 9                | Ivan Lendl                                           |
| Nejvíce vyhraných zápasů                                | 57               | Ivan Lendl                                           |
| Nejmladší vítěz                                         | 18 let           | Michael Chang (1990)                                 |
| Nejstarší vítěz                                         | 33 let           | Rafael Nadal (2019)                                  |
| Nejvýše postavený vítěz                                 | 1. ATP           | 12 světových jedniček Rafael Nadal (2018, naposledy) |
| Nejníže postavený vítěz                                 | 95. ATP          | Mikael Pernfors (1993)                               |
| Mužská čtyřhra                                          |                  |                                                      |
| Nejvíce titulů                                          | 5                | Maheš Bhúpatí                                        |
| Ženská dvouhra                                          |                  |                                                      |
| Nejvíce titulů                                          | 4                | Chris Evertová Monika Selešová                       |
| Nejvíce finále                                          | 6                | Chris Evertová Monika Selešová                       |
| Nejvíce odehraných zápasů                               | 42               | Arantxa Sánchezová Vicariová                         |
| Nejvíce vyhraných zápasů                                | 35               | Serena Williamsová                                   |
| Nejvyšší zápasová úspěšnost (při minimálně 10 utkáních) | 91,2 %           | Monika Selešová                                      |
| Nejméně ztracených gamů vítězky (od 1990)               | 14               | Monika Selešová (1995)                               |
| Nejmladší vítězka                                       | 15 let a 129 dnů | Jennifer Capriatiová (1991)                          |
| Nejstarší vítězka                                       | 32 let a 307 dnů | Martina Navrátilová (1989)                           |
| Nejníže postavená vítězka (od 1990)                     | 85. WTA          | Victoria Mboková (2025)                              |
| Ženská čtyřhra                                          |                  |                                                      |
| Nejvíce titulů                                          | 6                | Martina Navrátilová                                  |

## Galerie

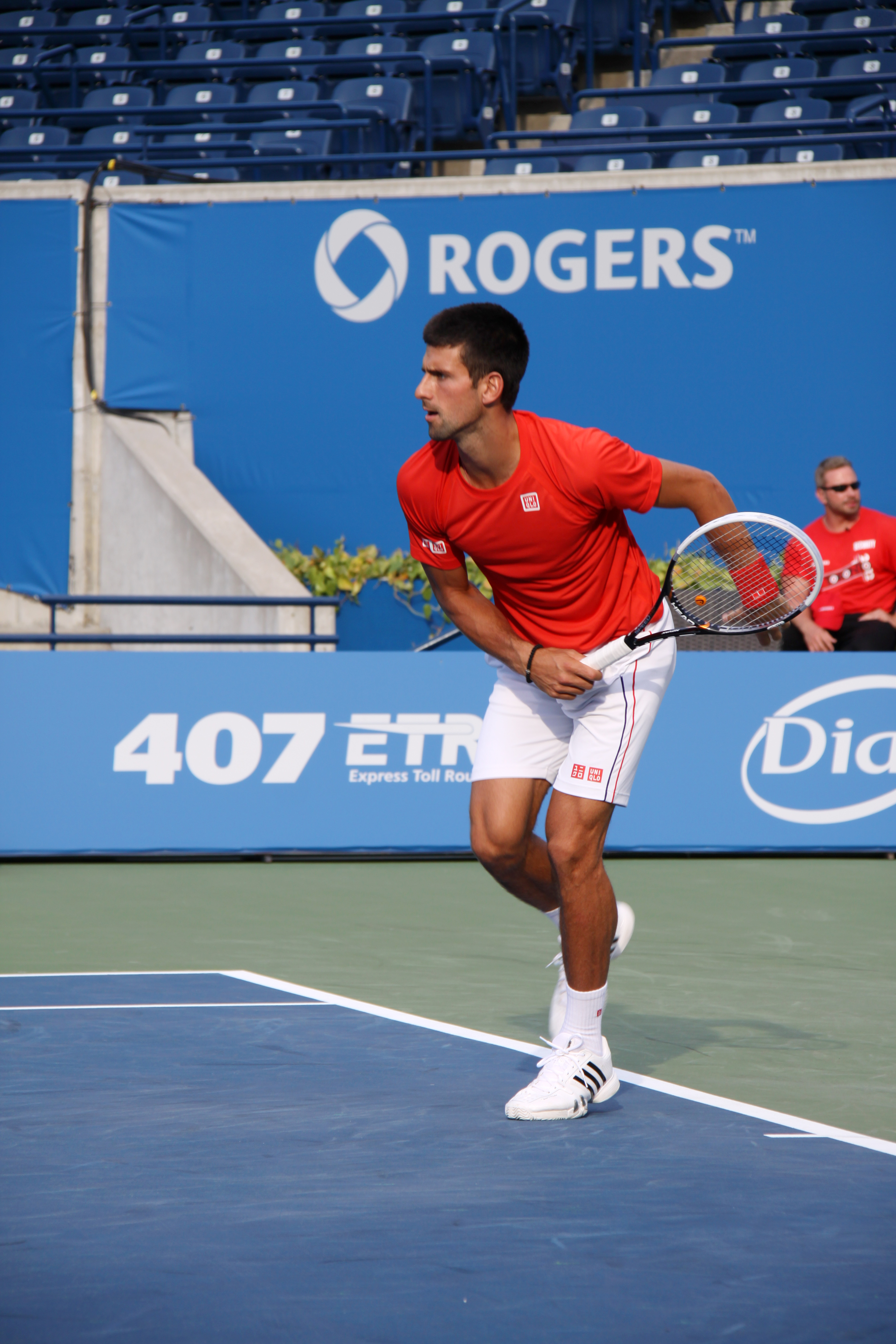
Novak Djoković
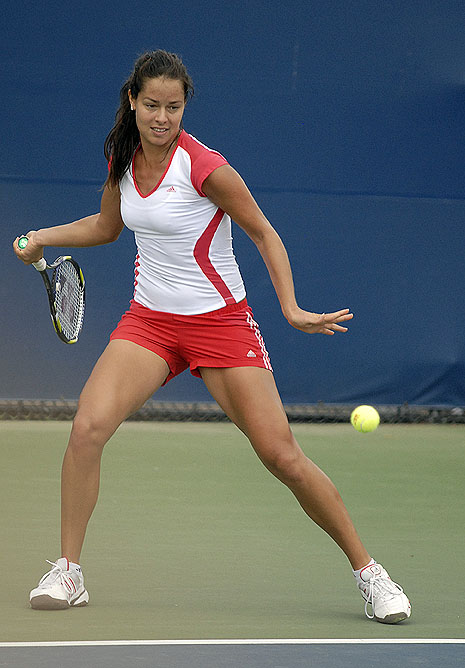
Ana Ivanovićová
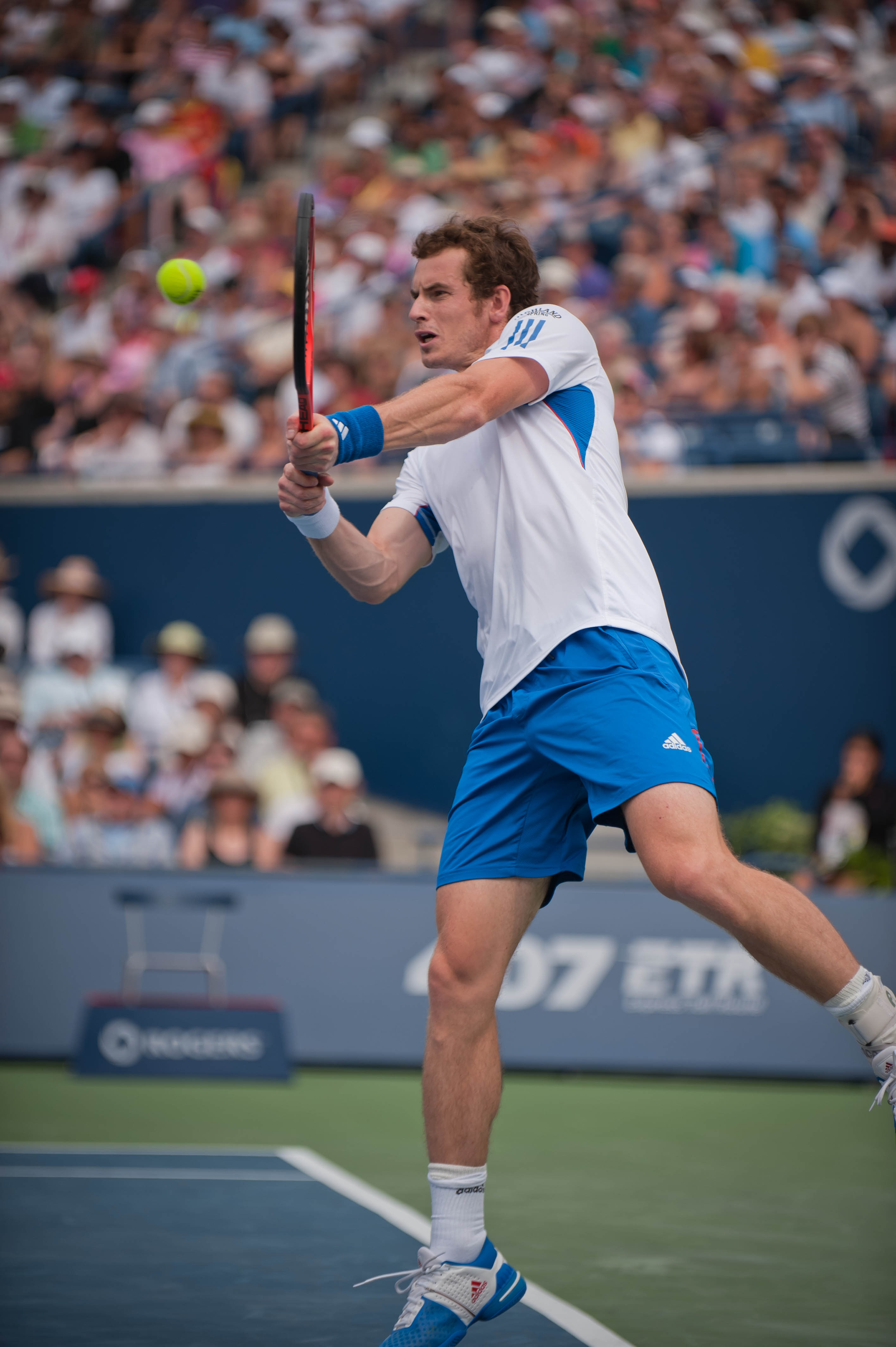
Andy Murray
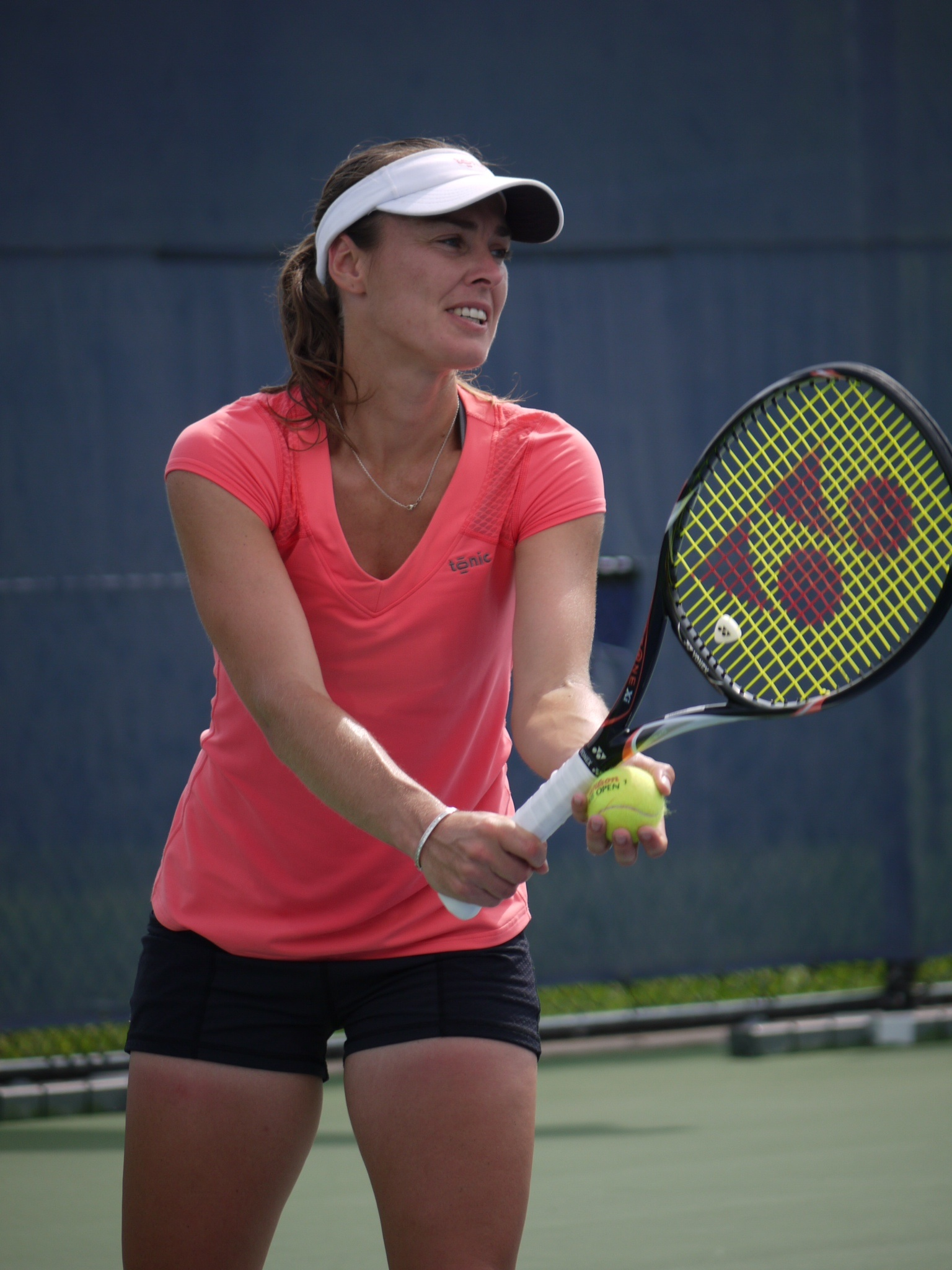
Martina Hingisová
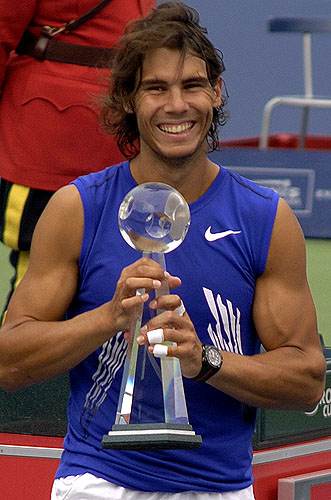
Rafael Nadal
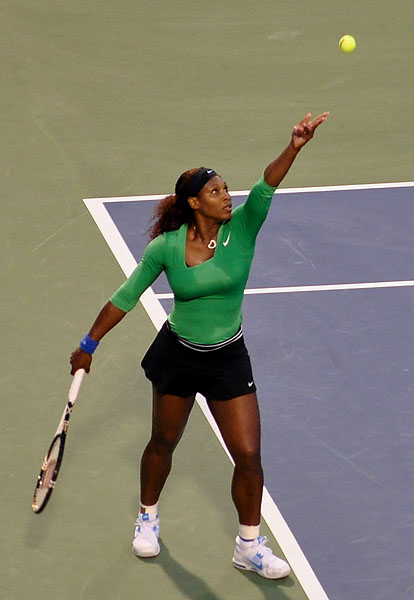
Serena Williamsová
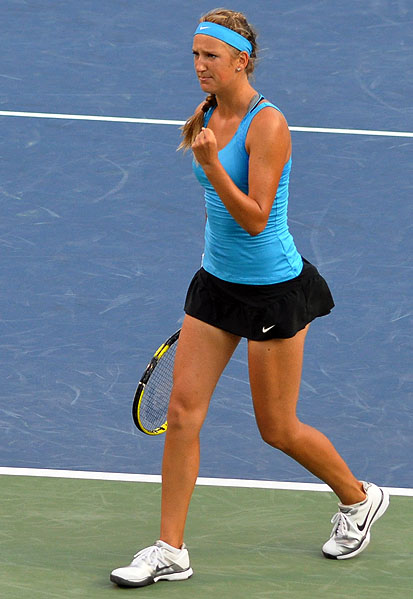
Viktoria Azarenková
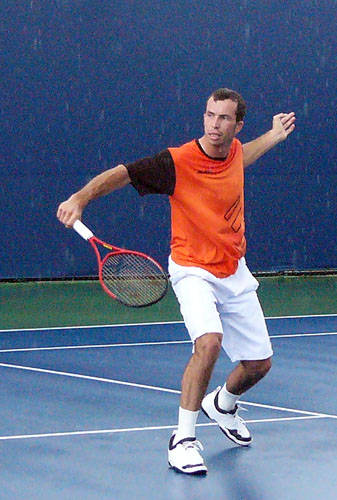
Radek Štěpánek
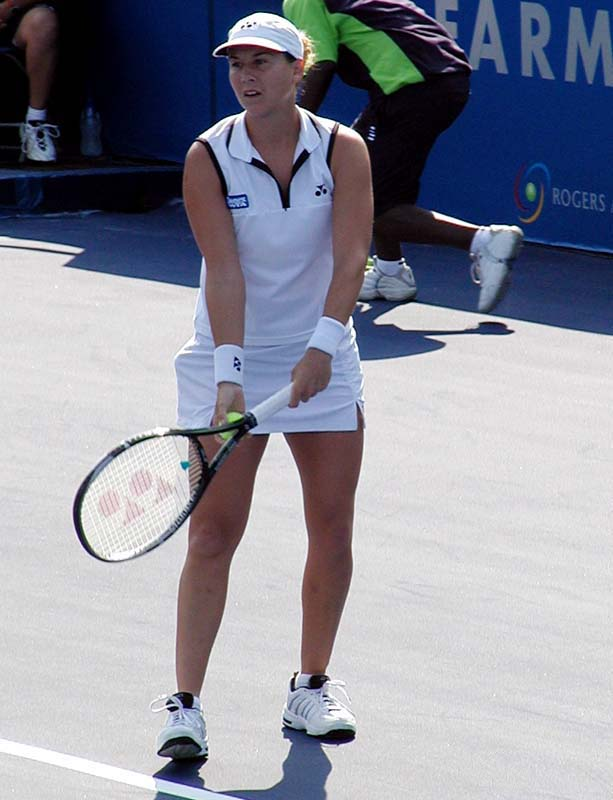
Monika Selešová